# Göteborgsprocessen

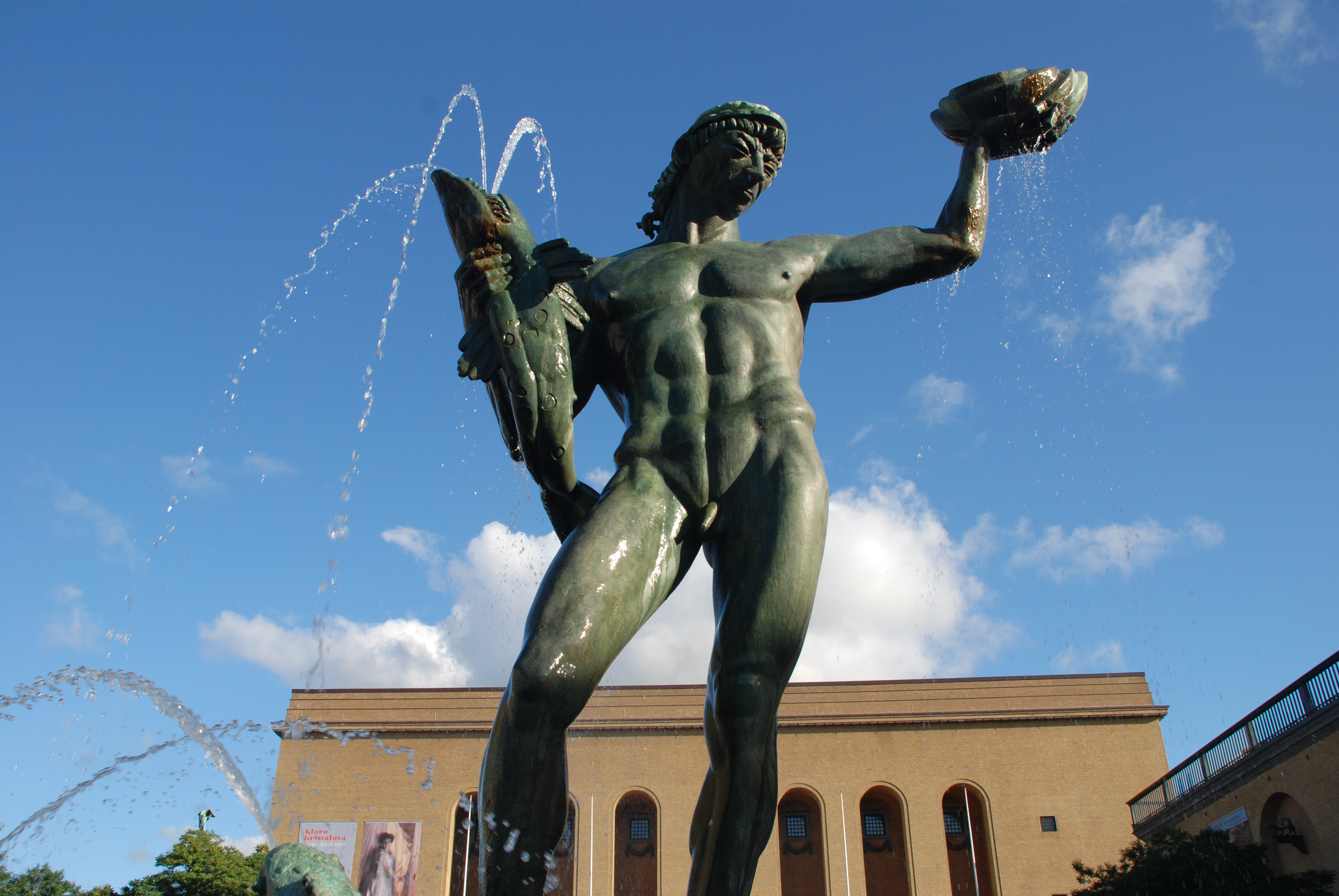
Poseidonstatyn i Göteborg i anslutning till det inträffade.

Göteborgsprocessen kallas de händelser som inleddes med KFML(r) och SFIF:s Demonstration mot världshandelskonferensen Forum på Götaplatsen i Göteborg den 14 maj 1971 och den efterföljande rättsprocess som pågick fram till 1973. Polisen anklagade demonstranter för våld mot tjänsteman medan demonstranter anklagade poliser för övervåld.

## Demonstrationen den 14 maj 1971
Den 17 maj 1971 arrangerades världshandelskonferensen Forum i Konserthuset på Götaplatsen. Bland deltagarna förekom bland andra David Rockefeller chef för Chase Manhattan Bank, Boris Vaganov ordförande i akademin för utrikeshandel i Sovjet, Kurt Lotz styrelseordförande i Volkswagenverken, Sumio Hara chef för Bank of Tokyo, Pehr Gyllenhammar chef för Volvo och Peder Bonde från dåvarande Stockholms Enskilda Banks lokalkontor i Göteborg, som också var ansvarig för konferensen.
SSU och VPK hade fått polistillstånd för en demonstration uppe på Götaplatsen, men flyttades sedermera ned till en plats utanför biografen Göta i slutet av Kungsportsavenyn. Kvar på Götaplatsen var cirka 200 demonstranter från KFML(r) och SFIF. Demonstrationen inleddes på morgonen när delegaterna anlände och fortsatte sedan vid lunchtid när delegaterna skull därifrån. På plats fanns uniformerad polis, ridande polis, civilklädd polis och säkerhetspolisen. Så fort delegaterna började samlas på trappan av Konserthuset vid lunchtid inledde polisen rensningsaktioner då demonstranter greps och föstes ihop. Trots detta återsamlades snart ett flertal demonstranter utanför restaurang Lorensberg, längre ned på Avenyn där polisen fortsatte att attackera och driva ned dem för gatan där gruppen upplöstes.
Åtminstone 17 demonstranter greps men samtliga släpptes samma dag.

## Rättsprocesser

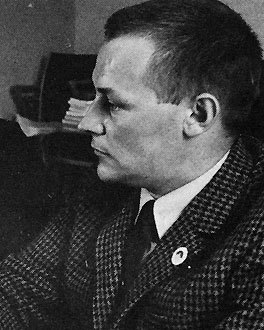
Frank Baude agerade försvarare i flera av rättsfallen.

Efteråt åtalades ett flertal demonstranter, vid olika tidpunkter. Sten, 24 år åtalades för våld mot tjänsteman men efter rättegången i januari 1972 ogillades åtalet. Rättegången mot Ingemar 23 år och Hans 22 år skedde den 5 april 1972, där åtalet mot Hans för främjande av flykt lades ned och åtalet mot Ingemar om ofredande ogillades. Rolf 33 år åtalades och dömdes den 15 november för ohörsamhet mot ordningsmakten och uppvigling.
Den 14 september 1971 JO-anmälde Margreth Heirås (senare Eriksson) polismannen Lennart Karlsson för misshandel. I anmälan ingick även kommissarie Karl-Axel Gren, som varit tillförordnad befälhavare för ingripandet. Anmälan styrktes av läkarintyg, fotografier och ett flertal vittnen. I samband med detta publicerade kvällspressen fotografier när polismannen Lennart Karlsson lyfter Margreth från marken i bara håret.
Den 14 maj förhördes Margreth av polisen, och anklagades då för våld mot tjänsteman. I november 1971 anklagades även Bengt Karlsson för att ha sparkat polisen Lennart Karlsson i ansiktet, när Karlsson försökte gripa Margreth. Den 15 februari 1972 friade JO polismannen Karlsson och poliskåren som helhet för sitt agerande under demonstrationen den 14 maj, 1971.
Huvudförhandlingen mot Margreth Eriksson och Bengt Karlsson inleddes den 21 mars 1973. Kammaråklagare var John Josten, domaren var Gunnar Bogren och försvaren var Leif Ohlsson. Försvaret ifrågasatte åtalet, bland annat för att polismannen Lennart Karlsson uppgett att han "kämpade för sitt liv" men uppsökte ändå inte någon läkaren efteråt, sjukskrev sig inte och arbetade samma kväll som vaktchef på Liseberg. På Bengt Karlssons arrestblad stod det heller inget om misshandel utan enbart "äggkastning, färgkastning?". I fallet Margreth Eriksson lutade sig åklagarsidan enbart på målsägandes vittnesmål, och gentemot Bengt Karlsson på en annan polismans vittnesmål.
Försvarets första vittne hade fotograferat händelsen då Margreth Eriksson greps. Efter sitt vittnesmål anhölls dock vittnet på plats av åklagaren för mened och fördes till arresten. Samma sak skedde under rättegångens tre dagar med totalt 19 av försvarets vittnen, däribland läkaren Paul Aaamot som vittnade om Margreth Erikssons skador. Även försvararen Leif Ohlsson ska av två civilpoliser påståtts vara anhållen, men detta förnekades senare av åklagaren. En av de åtalade för mened, en kvinna med en femmånaders baby, erkände under förhör att hon inte sett misshandeln som rättegången handlade om. Under häktningen var hon skild från sitt barn och i efterhand JO-anmäldes åklagaren för detta och kvinnan tog delvis tillbaka sitt medgivande under motivering att hon varit under stark psykisk stress. Den 5 april 1973 dömdes de två anklagade för våld mot tjänsteman, Bengt Karlsson till två månaders fängelse och Margreth Eriksson till 100 dagsböter á 20 kr.

## Protester
Ett flertal solidaritetsdemonstrationer anordnades för de anhållna, bland annat i Göteborg där cirka 2000 personer samlades på Järntorget och tågade till Gröna Vallen i Majorna där cirka 2500 personer lyssnade till ett antal talare, däribland den åtalade Bengt Karlsson. I Stockholm samlade cirka
1000 personer på ett möte som föregåtts av ett demonstrationståg, och det hölls demonstrationer i Malmö, Helsingborg, Borås och Uddevalla.

## Eftermäle
Göran du Rées och Ulf Wideström gjorde filmen För var och en ni dömer kommer tio till: - filmen om Göteborgsprocessen (1973), om händelsen, som hade premiär den 28 juni 1973 och som bygger på bilder från intervjuer med ett antal inblandade och bilder från presskonferenser, demonstrationer och liknande. KFML(r) publicerade även boken Göteborgsprocessen 1973, som gavs ut samma år.